# Hérault
Hérault (wymowaⓘ, eˈʀo) – francuski departament położony w regionie Oksytania. Utworzony został podczas rewolucji francuskiej 4 marca 1790. Departament oznaczony jest liczbą 34. Jego nazwa pochodzi od rzeki Hérault.
Według danych na rok 2010 liczba zamieszkującej departament ludności wynosi 1 044 558 os. (167 os./km²); powierzchnia departamentu to 6224 km². Ośrodkiem administracyjnym (prefekturą) i największym miastem departamentu jest Montpellier.
W 2023 roku w skład departamentu wchodziły 342 gminy (lista).

## Miejscowości
Największe miejscowości departamentu (w nawiasach liczba ludności w 2021 roku):

- Montpellier (302 454)
- Béziers (80 341)
- Sète (44 712)
- Agde (29 103)
- Lunel (26 185)
- Castelnau-le-Lez (24 888)
- Frontignan (23 808)
- Lattes (17 544)
- Mauguio (16 596)
- Juvignac (12 783)
- Mèze (12 664)
- Saint-Jean-de-Védas (12 570)
- Saint-Gély-du-Fesc (10 537)
- Villeneuve-lès-Maguelone (10 405)
- Pérols (9561)
- Le Crès (9295)
- Clermont-l’Hérault (9269)
- Grabels (8973)
- La Grande-Motte (8573)
- Pignan (8221)
- Sérignan (8123)
- Pézenas (7788)
- Baillargues (7735)
- Marseillan (7643)
- Lodève (7289)
- Fabrègues (7197)
- Balaruc-les-Bains (7073)
- Vendargues (7044)